# Ian Hill
Ian Hill (teljes nevén Ian Frank Hill) (West Bromwich, Anglia, 1951. január 20. –) a birminghami Judas Priest heavy metal zenekar alapító tagja és basszusgitárosa.

## Pályafutása
Hill még gyermekkorában tanult meg nagybőgőn játszani édesapjától, aki egy helyi dzsessz-zenekarban játszott. Apját már tizenöt éves korában elvesztette, de a tőle kapott útravaló egész életében elkísérte. 1970-ben iskolatársával, K. K. Downinggal együtt megalapította a Judas Priest zenekart. Azóta megszakítás nélkül ő a zenekar basszusgitárosa, pályafutása során a zenekar számos lemezsikert ért el.
Hill szolid és dallamos basszusjátékáról ismert, mely ideális alapot nyújt K. K. Downing és Glenn Tipton elektromos gitárjaihoz és Rob Halford egyedi, operaszerű énekstílusához. A DVD-n is megjelent Electric Eye koncerten kétnyakú gitáron is játszott. A zenekar kezdeti évei során ujjaival pengette basszusgitárját, az utóbbi időkben azonban rászokott a pengető használatára, bár alkalmanként még mindig penget az ujjával is.
Hill egyik érdeme, hogy megtalálta a Judas Priest énekesét, Rob Halfordot. Halforddal még akkor találkozott, amikor annak lánytestvérének udvarolt, és említette neki, hogy új énekesre van szüksége a zenekarban. Halford elfogadta a felkérést, kilépett a Hiroshima nevű zenekarból, melyben akkoriban játszott, és magával vitte a Hiroshima ütősét, John Hinchet is. Hinchet később elküldték a zenekarból.

## Hangszerei
A Judas Priest kezdeti évei során Hill egy 1970-es Fender Jazz Bass basszusgitáron játszott, majd később, az 1980-as évek közepén átváltott a Hamer márkára. Jelenleg Spector basszusgitárokon játszik, ezekre a nyolcvanas évek vége felé váltott át. A Spector jelenleg is gyártja az Ian Hill nevével fémjelzett basszusgitárt, melynek alapja Hill NS-2 típusa, melyet egy rendkívül vékony nyakkal látnak el, opcionálisan B.E.A.D hangolás is kapható hozzá.  Pályafutása során Hill számos különféle erősítőt használt, a 90-es évek vége óta azonban áttért az SWR eszközökre.

## Magánélete
1976-ban feleségül vette Rob Halford nővérét. 1980-ban született fiuk, Alexander. 1980-ban elváltak.

## Diszkográfia
- Rocka Rolla (1974)
- Sad Wings of Destiny (1976)
- Sin After Sin (1977)
- Stained Class (1978)
- Killing Machine/Hell Bent for Leather (1978/1979)
- British Steel (1980)
- Point of Entry (1981)
- Screaming for Vengeance (1982)
- Defenders of the Faith (1984)
- Turbo (1986)
- Ram It Down (1988)
- Painkiller (1990)
- Jugulator (1997)
- Demolition (2001)
- Angel of Retribution (2005)
- Nostradamus (2008)
- Redeemer of Souls (2014)
- Firepower (2018)